# Арисон, Тед
Тед Арисон (ивр. תד אריסון‎, 24 февраля 1924, Зихрон-Яаков — 1 октября 1999, Тель-Авив) — израильский бизнесмен. Вместе с Кнутом Клостером основал компанию Norwegian Cruise Lines в 1966 году и вскоре ушел, чтобы в 1972 году основать компанию Carnival Cruise Lines.

## Ранние годы
Арисон родился 24 февраля 1924 года в Тель-Авиве (на территории тогдашнего британского мандата в Палестине) в семье Меира, богатого бизнесмена, и Веры Арисон. Он был сабром еврейского происхождения в третьем поколении из румынской диаспоры и изучал коммерцию и экономику в Американском университете в Бейруте. Во время Второй мировой войны он записался в еврейскую бригаду британской армии и воевал в Италии. После ухода британцев он служил офицером в Армии обороны Израиля во время арабо-израильской войны 1948 года, в конечном итоге достигнув звания подполковника. С 1946 по 1951 год руководил судоходной компанией «М. Дизенгоф и Ко».

## Карьера
Разочарованный отсутствием деловых возможностей, Арисон свернул свой бизнес и переехал в США после 1952 года. Он взял свою семью в Нью-Йорк в 1954 году, а затем переехал в Майами в 1966 году, где вместе с Кнутом Клостером основал Norwegian Cruise Lines. В 1971 году партнерство прекратилось из-за плохих отношений, и в 1972 году Арисон с помощью Мешулама Риклиса основал Carnival Cruise Lines, на котором он заработал состояние.
В 1981 году он основал Национальный фонд развития искусств в Майами. Он принес профессиональный баскетбол в Южную Флориду, основав команду «Майами Хит» в 1988 году, и основал благотворительную организацию Arison Foundation в Израиле и США.
В 1986 году сосед Арисона по кондоминиуму, граф де С. Г. Элькаим (вице-президент EF Hutton & Company, Inc.), посоветовал ему выйти на биржу перед надвигающейся большой коррекцией на фондовом рынке. Следуя его советам и рекомендациям, компания Carnival Cruise Lines была размещена на Американской фондовой бирже в июле 1987 года, за месяц до вершины фондового рынка и печально известного краха в октябре 1987 года. (Хаттон был одним из четырех андеррайтеров).
Ни один конкурент не смог собрать деньги, что дало Carnival преимущество. В феврале 1989 года Арисон в условиях строжайшей конфиденциальности заключил эксклюзивное соглашение о продаже компании Elkaim по цене 30 долларов за акцию. Восстановление фондового рынка после эмоционального шока, вызванного крахом 1987 года, не смогло поглотить эту сделку. Следовательно, появление Карнавала на фондовом рынке и последовавший за ним рост до 1999 года позволили Арисону стать одним из самых богатых людей в мире.

## Возвращение в Израиль
Стремясь избежать налога на наследство в США, в 1990 году Арисон отказался от американского гражданства и проживания и вернулся в Израиль, где основал Arison Investments. В 1997 году Arison Investments возглавила консорциум, который приобрел контрольный пакет акций банка Апоалим более чем за 1 миллиард долларов, что стало крупнейшей приватизацией в истории Израиля.

## Семья
Арисон женился на Мине Вассерман (1927–2012), которая иммигрировала в Израиль из Румынии, в 1948 году, и у них родилось двое детей: сын Микки (род. 1949) и дочь Шари (род. 1957). Пара развелась после переезда во Флориду в 1966 году. В 1967 году он женился на Мэрилин «Лин» Херш и позже усыновил её сына Майкла (род. 1961).

## Смерть
Арисон умер в Тель-Авиве 1 октября 1999 года. Микки Арисон был генеральным директором Carnival Corporation & plc до августа 2013 года, а в настоящее время является председателем компании. Шари Арисон — самая богатая женщина Израиля и владелица компании Arison Investments, в которую входят несколько коммерческих компаний, крупнейшая из которых — Банк Апоалим, а также несколько благотворительных организаций, являющихся дочерними компаниями Фонда семьи Теда Арисона.
На момент своей смерти Арисон примерно на девять месяцев не смог выполнить требование о нахождении за пределами территории Соединенных Штатов в течение 10 лет для реализации налоговых льгот, связанных с его отказом от гражданства США.